# دومينيك كرايغر
دومينيك كرايغر (بالألمانية: Dominik Krieger)‏ هو دراج ألماني، ولد في 25 يوليو 1968 في هيرنبرغ في ألمانيا.

## وصلات خارجية
- دومينيك كرايغر على موقع أرشيف الدراجات (الإنجليزية)
- دومينيك كرايغر على موقع إحصائيات الدراجات الإحترافية (الإنجليزية)
- دومينيك كرايغر على موقع CycleBase (الإنجليزية)